# Stora Tsåkasjaure
Stora Tsåkasjaure är en sjö i Arvidsjaurs kommun i Lappland och ingår i Piteälvens huvudavrinningsområde. Sjön har en area på 0,221 kvadratkilometer och ligger 247,1 meter över havet.

## Delavrinningsområde
Stora Tsåkasjaure ingår i det delavrinningsområde (731003-169140) som SMHI kallar för Utloppet av Stora Tjåkasjaure. Medelhöjden är 269 meter över havet och ytan är 2,82 kvadratkilometer. Räknas de 2 avrinningsområdena uppströms in blir den ackumulerade arean 33,25 kvadratkilometer. Grundträskbäcken som avvattnar avrinningsområdet har biflödesordning 2, vilket innebär att vattnet flödar genom totalt 2 vattendrag innan det når havet efter 112 kilometer. Avrinningsområdet består mestadels av skog (73 procent) och sankmarker (19 procent). Avrinningsområdet har 0,22 kvadratkilometer vattenytor vilket ger det en sjöprocent på 7,8 procent.